# Яковенківська сільська рада
Якове́нківська сільська́ ра́да — колишній орган місцевого самоврядування в Балаклійському районі Харківської області. Адміністративний центр — село Яковенкове.

## Загальні відомості
- Яковенківська сільська рада утворена в 1924 році.
- Територія ради: 94,764 км²
- Населення ради: 1 588 осіб (станом на 2001 рік)
- Територією ради протікає річка Волозська Балаклійка.

## Населені пункти
Сільській раді підпорядковані населені пункти:
- с. Яковенкове
- с. Вовчий Яр
- с. Таранушине
- с. Степок
- с. Калинівка

## Склад ради
Рада складається з 18 депутатів та голови.
- Голова ради: Кривоніс Іван Семенович
- Секретар ради: Линник Тетяна Дмитрівна

### Керівний склад попередніх скликань
| Прізвище, ім'я, по батькові | Основні відомості                                                         | Дата обрання | Дата звільнення |
| --------------------------- | ------------------------------------------------------------------------- | ------------ | --------------- |
| Кривоніс Іван Семенович     | Сільський голова, 1966 року народження, освіта вища, безпартійний         | 26.03.2006   | 31.10.2010      |
| Кривоніс Іван Семенович     | Сільський голова, 1966 року народження, освіта вища, член Партії регіонів | 31.10.2010   |                 |

Примітка: таблиця складена за даними сайту Верховної Ради України

### Депутати
За результатами місцевих виборів 2010 року депутатами ради стали:

#### За суб'єктами висування
| Суб'єкт висування                 | Кількість обраних депутатів | %    |
| --------------------------------- | --------------------------- | ---- |
| Партія регіонів                   | 12                          | 66,7 |
| Самовисування                     | 5                           | 27,8 |
| Політична партія «Сильна Україна» | 1                           | 5,6  |

#### За округами
| № округу                          | Прізвище, ім'я, по батькові   | Дата визнання обраним | Освіта             | Партійна приналежність                  | Відомості про обраного депутата                            |
| --------------------------------- | ----------------------------- | --------------------- | ------------------ | --------------------------------------- | ---------------------------------------------------------- |
| Партія регіонів                   |                               |                       |                    |                                         |                                                            |
| 1                                 | Линник Тетяна Дмитрівна       | 01.11.2010            | вища               | позапартійна                            | Яковенківська сільська рада, секретар                      |
| 4                                 | Кривоніс Світлана Миколаївна  | 01.11.2010            | вища               | член Партії регіонів                    | Яковенківська загальноосвітня школа, вчитель               |
| 6                                 | Пужко Вікторія Аліківна       | 01.11.2010            | середня            | член Партії регіонів                    | тимчасово не працює                                        |
| 7                                 | Товстокора Тетяна Семенівна   | 01.11.2010            | вища               | член Партії регіонів                    | Яковенківська загальноосвітня школа, вчитель               |
| 8                                 | Линник Ірина Анатоліївна      | 01.11.2010            | вища               | член Партії регіонів                    | КП «Яковенківський комунальник», директор                  |
| 9                                 | Пиріжок Наталія Федорівна     | 01.11.2010            | середня            | член Партії регіонів                    | тимчасово не працює                                        |
| 10                                | Суріхіна Галина Іванівна      | 01.11.2010            | середня            | член Партії регіонів                    | ТОВ "ІАК"Балінвест", прибиральниця                         |
| 11                                | Мисочка Любов Іванівна        | 01.11.2010            | середня спеціальна | член Партії регіонів                    | Яковенківська амбулаторія ЗПСМ, фельдшер                   |
| 12                                | Кривоніс Віра Петрівна        | 01.11.2010            | середня спеціальна | член Партії регіонів                    | Яковенківський клуб, завідувачка                           |
| 13                                | Курило Олена Василівна        | 01.11.2010            | середня спеціальна | член Партії регіонів                    | Червоноярський фельдшерсько-акушерський пункт, завідувачка |
| 14                                | Гаража Валентина Вікторівна   | 01.11.2010            | вища               | член Партії регіонів                    | Червоноярський клуб, завідувачка                           |
| 18                                | Агеєва Лариса Олексіївна      | 01.11.2010            | середня спеціальна | член Партії регіонів                    | Яковенківська сільська рада, бухгалтер                     |
| Політична партія «Сильна Україна» |                               |                       |                    |                                         |                                                            |
| 15                                | Плюшко Андрій Васильович      | 01.11.2010            | вища               | член Політичної партії «Сильна Україна» | ТОВ "ІАК"Балінвест", головний економіст                    |
| Самовисування                     |                               |                       |                    |                                         |                                                            |
| 2                                 | Жувага Олександр Іванович     | 01.11.2010            | вища               | позапартійний                           | ВАТ"Євроцемент-Україна", контролер СВК                     |
| 3                                 | Кривоніс Володимир Вікторович | 01.11.2010            | вища               | позапартійний                           | ВАТ"Євроцемент-Україна", контролер СВК                     |
| 5                                 | Кривоніс Алла Петрівна        | 01.11.2010            | середня            | позапартійна                            | РСП «Кооператор», продавець                                |
| 16                                | Кирильов Олександр Павлович   | 01.11.2010            | середня спеціальна | позапартійний                           | пенсіонер                                                  |
| 17                                | Риндя Олександр Власович      | 01.11.2010            | середня            | позапартійний                           | ТОВ "ІАК"Балінвест", електрик                              |